# Sáo mỏ vàng

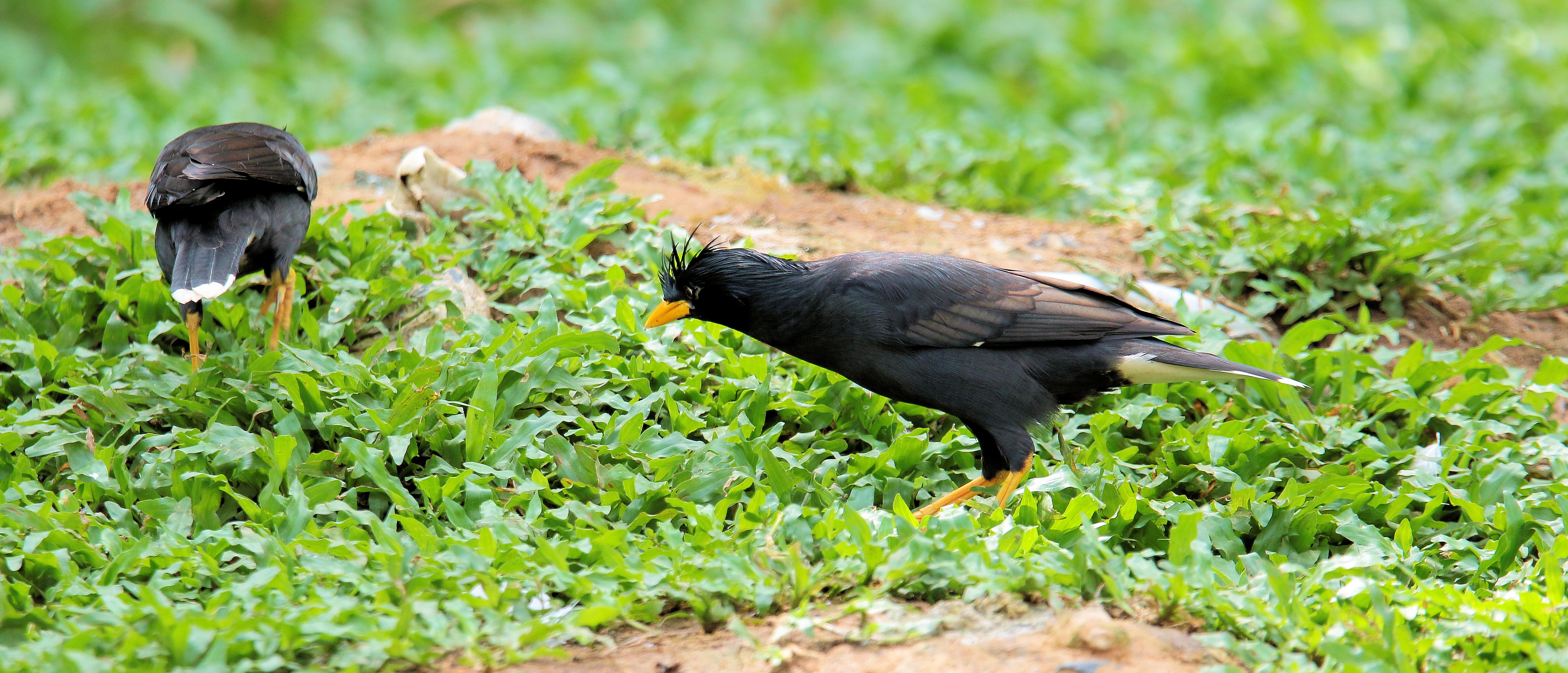
Sáo mỏ vàng

Sáo mỏ vàng (danh pháp khoa học: Acridotheres grandis) là một loài chim trong họ Sáo (Sturnidae).
Loài chim sáo này được tìm thấy ở Bangladesh, Bhutan, Campuchia, Trung Quốc, Ấn Độ, Lào, Malaysia, Myanmar, Singapore, Thái Lan, Việt Nam.